# Bereacanthus
Bereacanthus is een geslacht van eenoogkreeftjes uit de familie van de Chondracanthidae. De wetenschappelijke naam is voor het eerst geldig gepubliceerd in 2009 door Huys.

## Soorten
- Bereacanthus ancoralis (Bere, 1936)
- Bereacanthus clava (Ho & Sey, 1997)